# The Beginning Stages of...
The Beginning Stages of... utkom 2002 och är debutalbumet från The Polyphonic Spree. 

## Låtlista
1. Section 1 (Have a Day/Celebratory) – 4:38
2. Section 2 (It's the Sun) – 5:33
3. Section 3 (Days Like This Keep Me Warm) – 4:05
4. Section 4 (La La) – 2:10
5. Section 5 (Middle of the Day) – 2:45
6. Section 6 (Hanging Around the Day Part 1) – 2:37
7. Section 7 (Hanging Around the Day Part 2) – 2:39
8. Section 8 (Soldier Girl) – 3:59
9. Section 9 (Light & Day/Reach For the Sun) – 3:23
10. Section 10 (A Long Day) – 36:30